# Religia w Niemczech

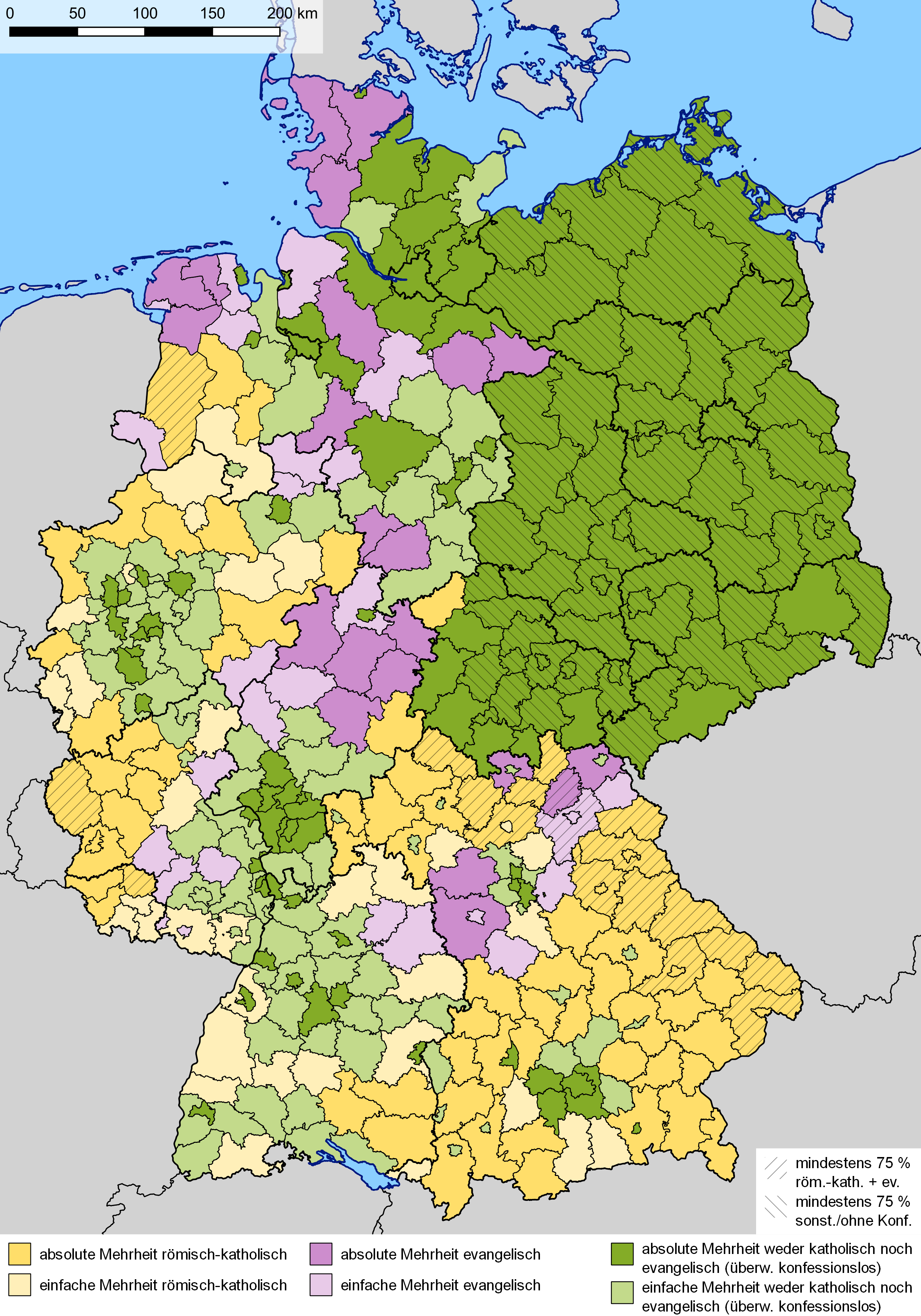
Dominujące wyznania w Niemczech według spisu z 2022: protestantyzm (fioletowy), katolicyzm (żółty) i brak wyznania (zielony).

Chrześcijaństwo jest największą religią w Niemczech z blisko 45,8 mln wyznawców (55,1%, 2019). Drugą co do wielkości religią jest islam z 5,3 do 5,6 mln, co stanowi 6,3 do 6,7% wyznawców. W Niemczech można także spotkać wyznawców judaizmu, buddyzmu i hinduizmu. W ciągu ostatnich kilkudziesięciu lat dwa największe kościoły w Niemczech, protestancki Kościół Ewangelicki w Niemczech (EKD) i Kościół Rzymskokatolicki, utraciły znaczną liczbę wiernych.
Według sondażu Eurobarometru z 2010 roku odpowiedzi mieszkańców Niemiec na pytania w sprawie wiary były następujące:
- 44% – „Wierzę w istnienie Boga”,
- 25% – „Wierzę w istnienie pewnego rodzaju ducha lub sił natury”,
- 27% – „Nie wierzę w żaden rodzaj ducha, Boga lub sił natury”,
- 4% – „Nie wiem”.

## Historia

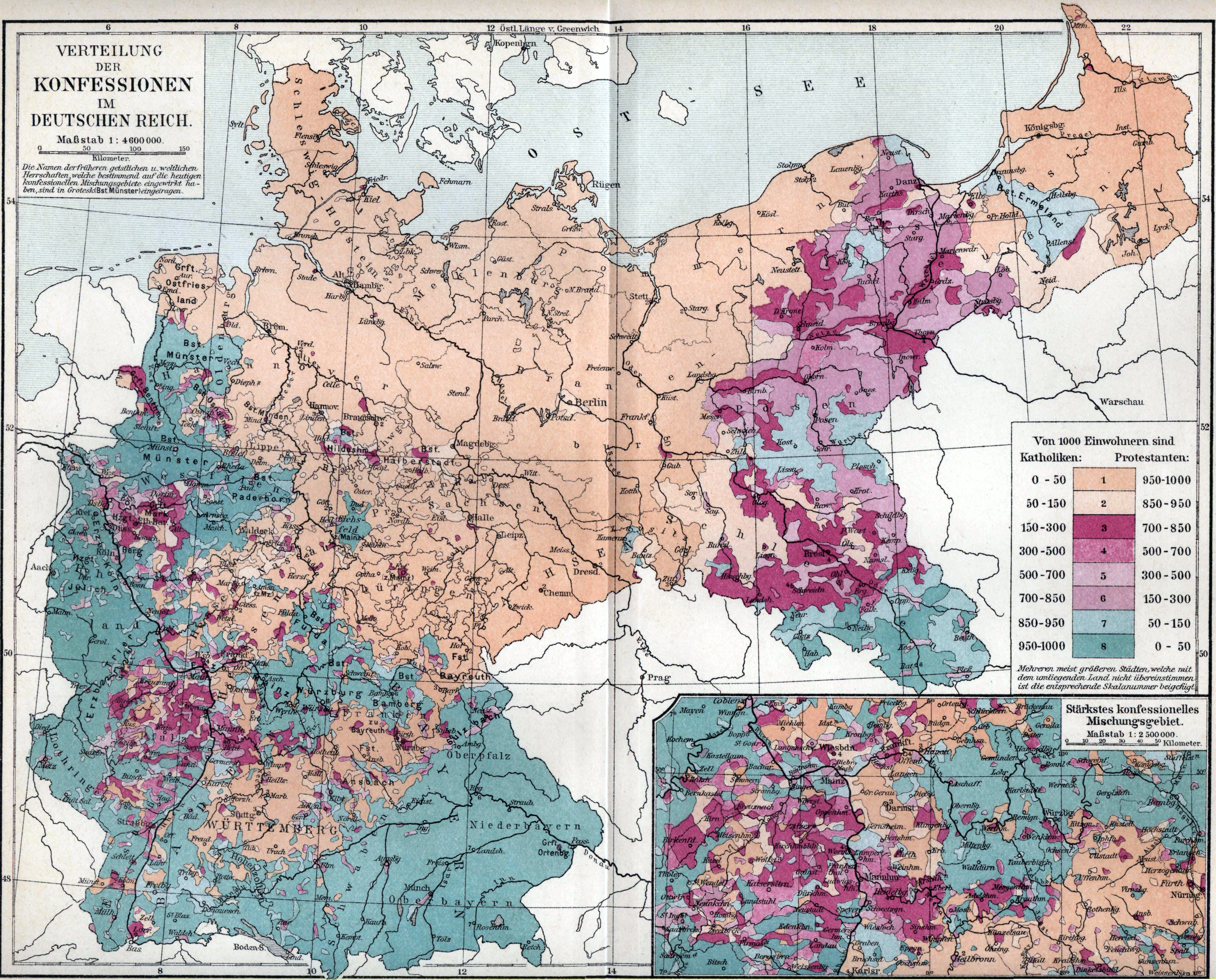
Mapa przedstawiająca rozmieszczenie katolików i protestantów w Cesarstwie Niemieckim około 1895 r. Obszary brązowe, fioletowe i różowe to głównie obszary protestanckie, liliowe i niebieskie przeważnie katolickie.

Katolicyzm był jedyną ustanowioną religią w XV wieku w Niemczech, co radykalnie zmieniła reformacja w XVI wieku. W 1517 Marcin Luter zakwestionował Kościół katolicki, ponieważ widział w nim korupcję wiary chrześcijańskiej i został założycielem protestantyzmu.

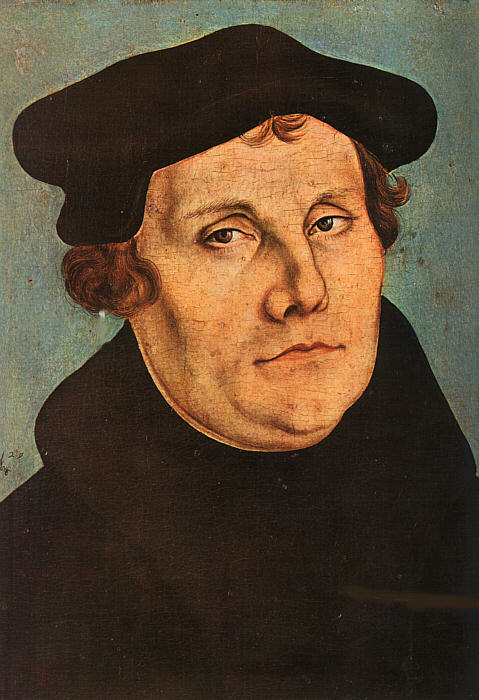
Niemiecki reformator religijny Marcin Luter.

Wojna trzydziestoletnia między katolikami a protestantami (1618–1648) była jedną z najbardziej niszczycielskich wojen w historii Europy.
Od czasów reformacji protestantyzm przyczynił się do stopniowego tworzenia dziedzictwa kulturowego, które wysoko ceni edukację. Niemiecką klasę średnią, która w połowie XVIII wieku upodobała sobie edukację, nazwano potem „Bildungsbürgertum”.
W okresie międzywojennym ponad połowa Niemców należała do Kościoła Ewangelickiego, a mniej niż połowa do Kościoła rzymskokatolickiego. Stan ten utrzymywał się do lat siedemdziesiątych, kiedy oba Kościoły zaczęły tracić wiernych.

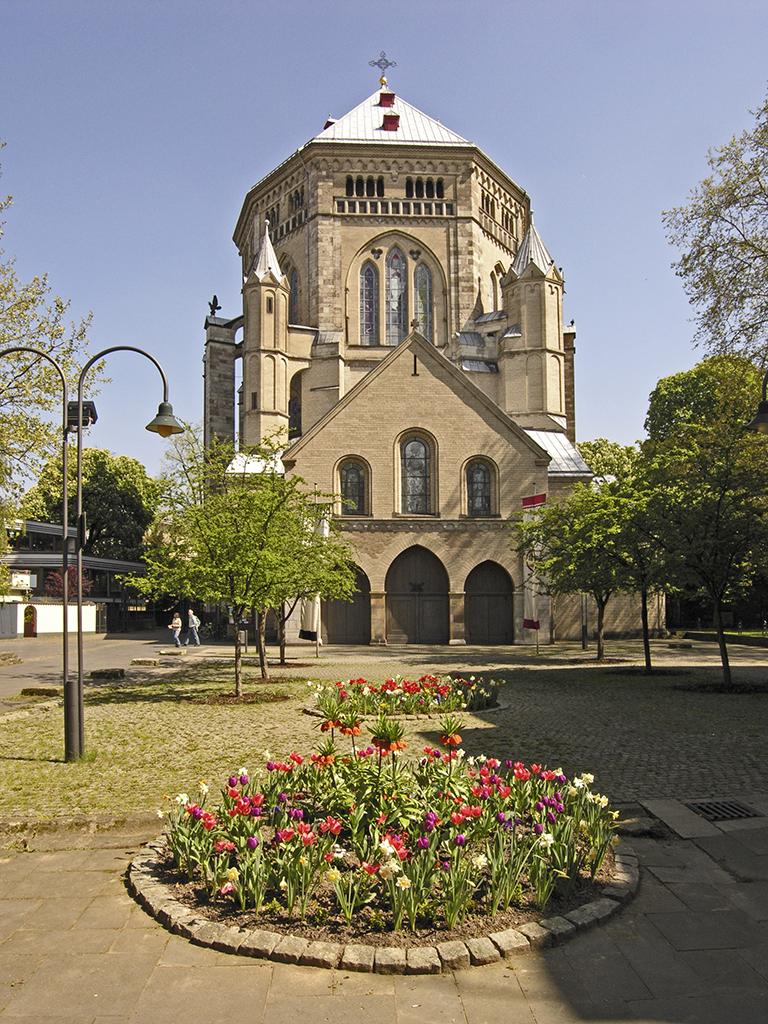
Kościół Świętego Gereona w Kolonii jest najstarszym istniejącym kościołem katolickim w Niemczech

Sekularyzacja i nastroje zinstytucjonalizowanej antyreligijności w okresie Niemieckiej Republiki Demokratycznej (NRD) spowodowały, że wschodnia część kraju stała się jednym z najbardziej ateistycznych regionów świata.

## Chrześcijaństwo
Chrześcijaństwo jest największą religią w Niemczech, obejmuje katolicyzm (27,2%), luteranizm (24,9%), prawosławie (1,9%) i inne wyznania. Największymi kościołami są Kościół Ewangelicki w Niemczech i Kościół Rzymskokatolicki. Katolicy dominują na południu i zachodzie kraju, a protestanci na północy i w centrum. Kościół katolicki w Niemczech jest podzielony na siedem prowincji kościelnych, w skład których wchodzi 27 diecezji. W 2015 roku zaledwie 2,5 miliona katolików uczestniczyło w niedzielnej mszy.
Z protestantyzmu, obok Kościołów luterańskich, reformowanych i ewangelicko-unijnych, funkcjonuje wiele mniejszych ewangelikalnych zrzeszonych lub wolnych Kościołów protestanckich, takich jak: baptyści, zielonoświątkowcy, metodyści i mennonici. Prawosławie wyznają przede wszystkim: Grecy, Rumuni, Serbowie i Rosjanie. Działają tutaj także: Kościół Nowoapostolski i Kościół Starokatolicki.

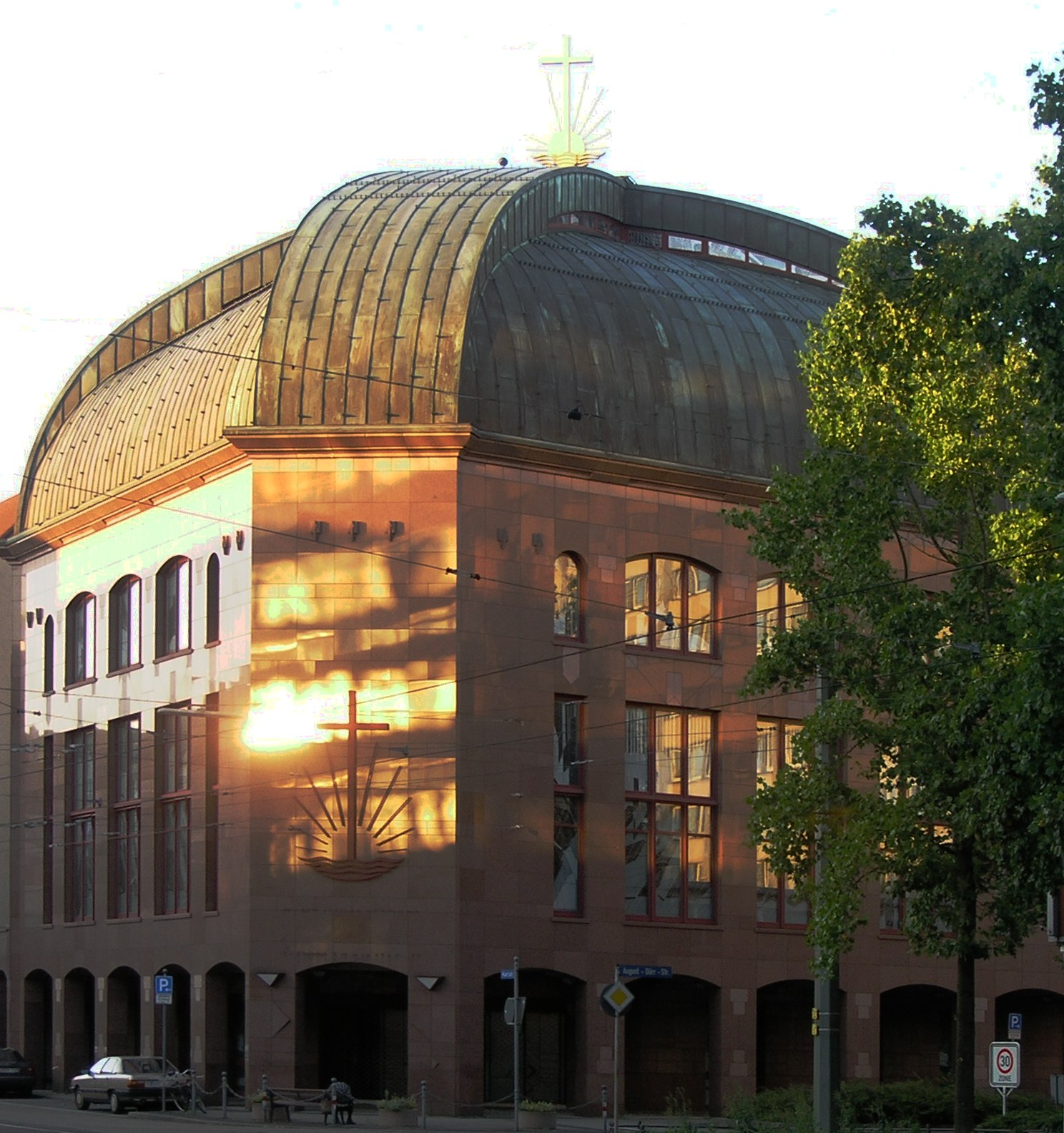
Kościół Nowoapostolski w Karlsruhe

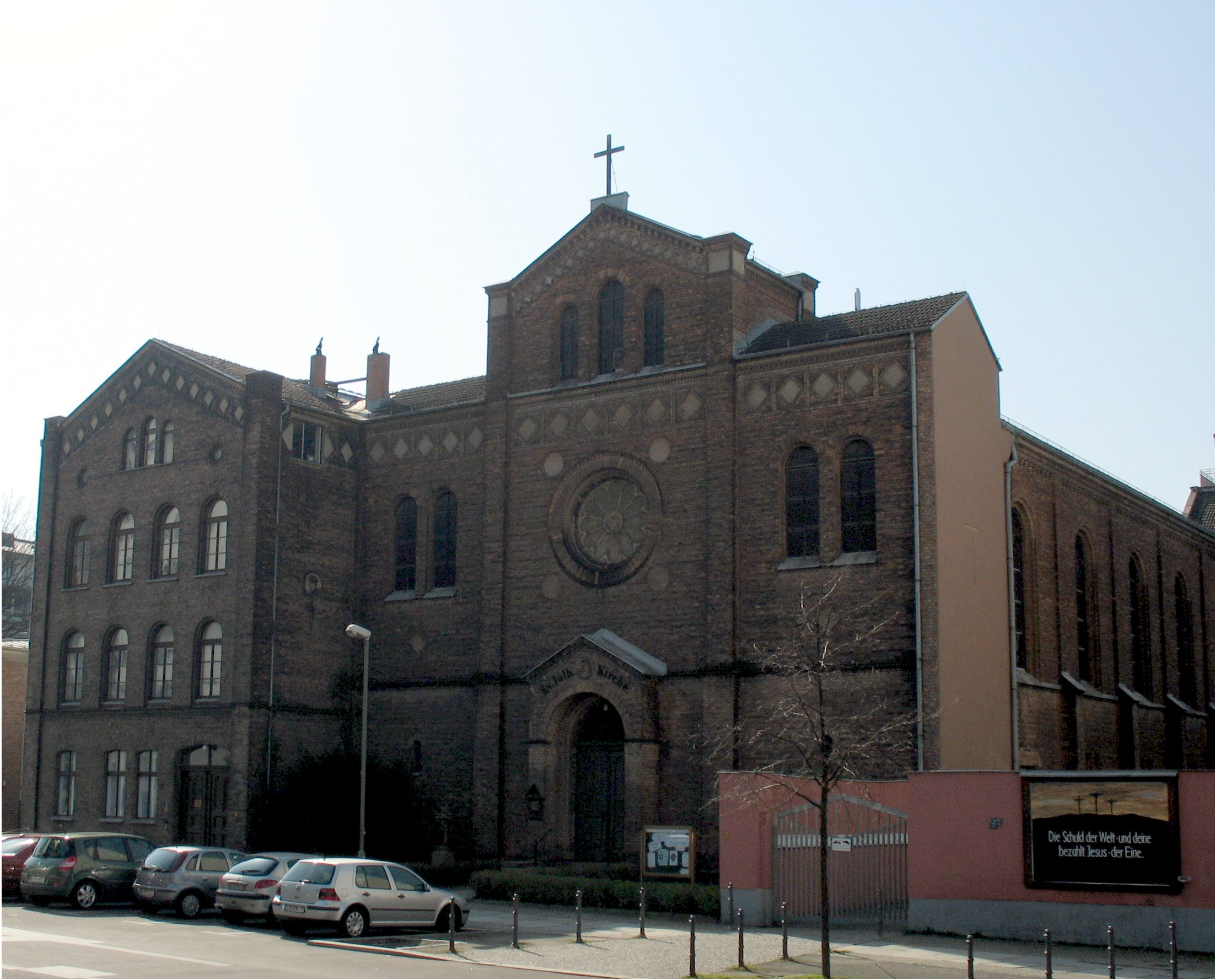
Kościół Luterański w Berlinie

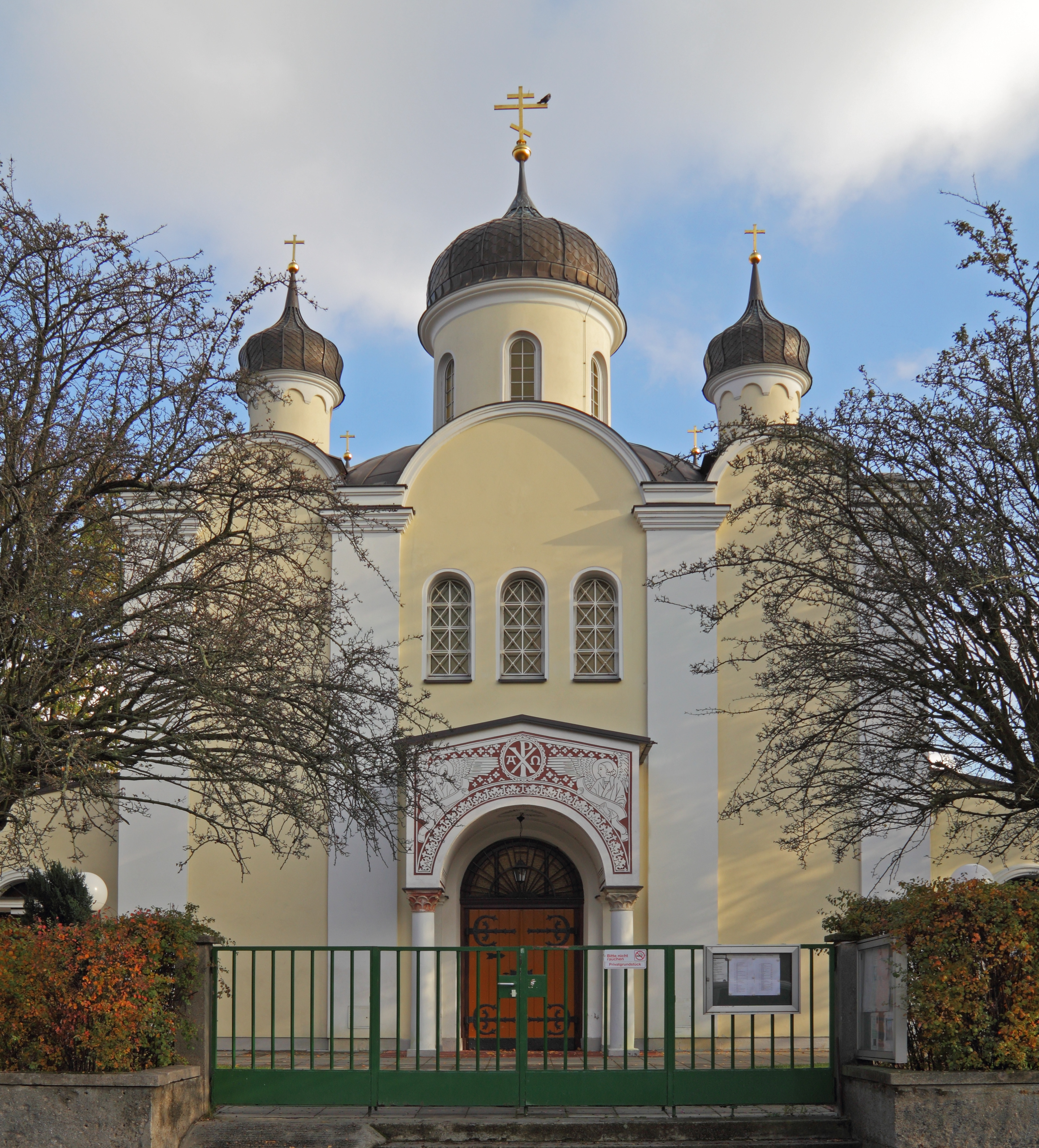
Prawosławny sobór Zmartwychwstania Chrystusa w Berlinie

### Statystyki

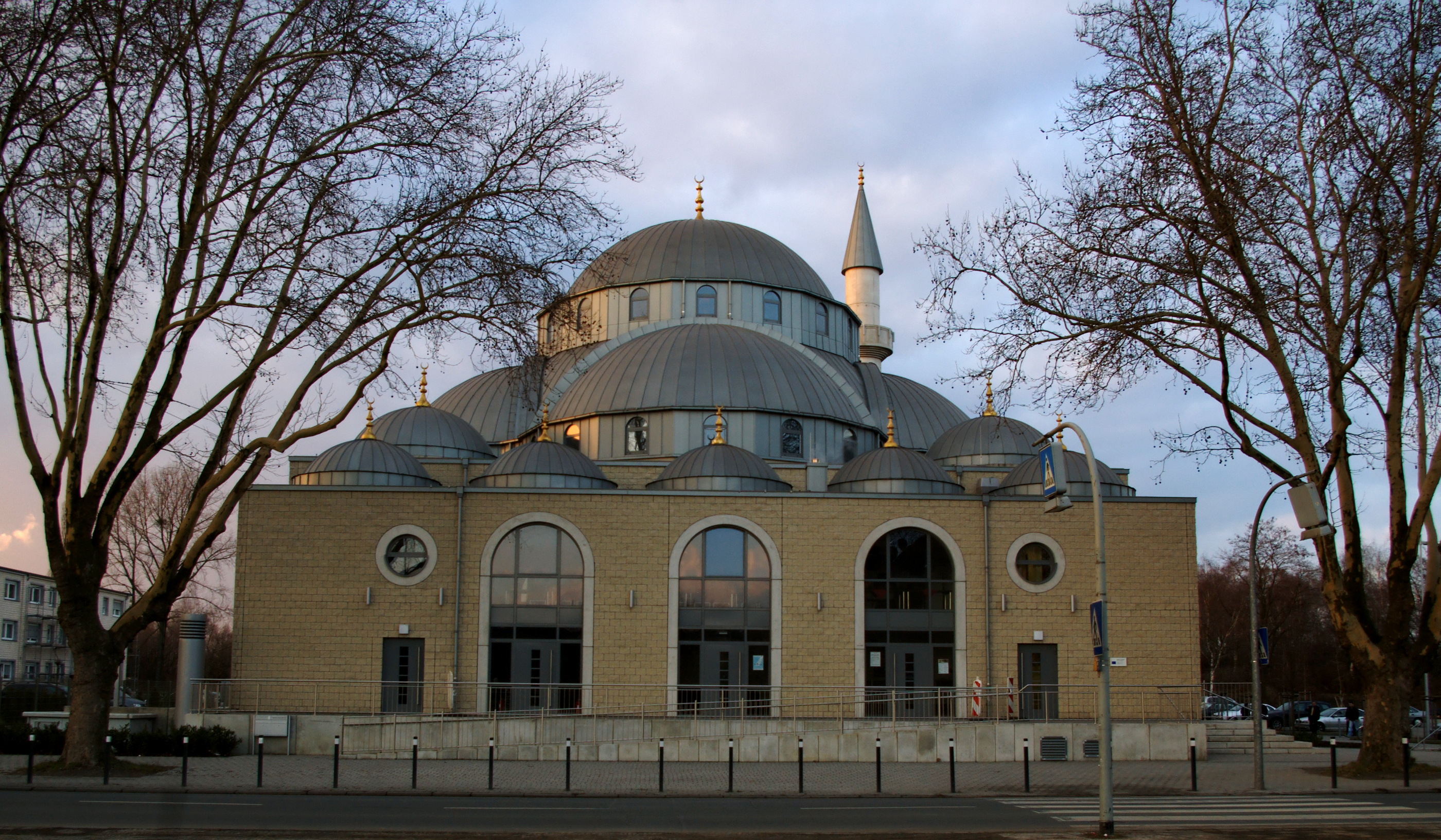
Meczet Merkez w Duisburgu jest jednym z największych meczetów w Niemczech

| Religie/kościoły                                         | Liczba wiernych | Procent ludności |
| -------------------------------------------------------- | --------------- | ---------------- |
| Kościół rzymskokatolicki                                 | 21,6 mln        | 26%              |
| Kościół Ewangelicki w Niemczech                          | 19,1 mln        | 22,7%            |
| Kościół Nowoapostolski                                   | 311 124         | 0,37%            |
| Serbski Kościół Prawosławny                              | 310 000         | 0,37%            |
| Baptyści/Mennonici (imigranci)                           | 290 000         | 0,34%            |
| Rumuński Kościół Prawosławny                             | 277 000         | 0,33%            |
| Patriarchat Konstantynopolitański (Greckie prawosławie)  | 265 000         | 0,31%            |
| Rosyjski Kościół Prawosławny                             | 250 000         | 0,3%             |
| Bułgarski Kościół Prawosławny                            | 200 000         | 0,24%            |
| Federacja Kościołów Zielonoświątkowych                   | 117 453         | 0,14%            |
| Ukraińska Cerkiew Prawosławna                            | 115 000         | 0,14%            |
| Syryjski Kościół Ortodoksyjny                            | 100 000         | 0,12%            |
| Baptyści                                                 | 77 685          | 0,09%            |
| Mennonici                                                | 47 492          | 0,06%            |
| Zjednoczony Kościół Metodystyczny                        | 46 292          | 0,06%            |
| Federacja Wolnych Kościołów Ewangelicznych               | 43 149          | 0,05%            |
| Ukraiński Kościół Greckokatolicki                        | 40 700          | 0,05%            |
| Bracia plymuccy                                          | 36 000          | 0,04%            |
| Apostolski Kościół Ormiański                             | 35 000          | 0,04%            |
| Kościół Adwentystów Dnia Siódmego                        | 34 415          | 0,04%            |
| Samodzielny Kościół Ewangelicko-Luterański               | 33 349          | 0,04%            |
| Ukraiński Kościół Prawosławny Patriarchatu Moskiewskiego | 33 000          | 0,04%            |
| Rosyjski Kościół Prawosławny poza granicami Rosji        | 30 000          | 0,04%            |
| Niezależne Kościoły afrykańskie                          | 30 000          | 0,04%            |

## Islam
Islam jest drugą pod względem liczby wyznawców religią w Niemczech, po chrześcijaństwie. Według badań z 2016 w Niemczech żyje 4,8 miliona muzułmanów, co stanowi 5,8% ludności. Największą grupą są sunnici, którzy stanowią 74% wyznawców islamu, następnie są alewici (13%), szyici (7%), ponadto są małe grupy ahmadijja, sufitów, ibadytów i innych niesprecyzowanych. Pod względem pochodzenia geograficznego wśród muzułmanów w Niemczech jest bardzo niejednorodna populacja: około połowa (2,3 miliona) ma tureckie korzenie. 800 tysięcy pochodzi z krajów Bliskiego Wschodu, takich jak: Syria, Irak i Iran. Trzecią grupę (ponad 0,5 miliona) stanowią muzułmanie z południowych krajów Europy Wschodniej: Bośni i Hercegowiny, Bułgarii i Albanii. Istnieje też duża grupa osób z Afryki Północnej. Są przypadki przekształcania świątyń chrześcijańskich po desakralizacji na meczety.

## Inne
Około 38,8% mieszkańców Niemiec deklaruje się jako „niewyznający żadnej religii”. Szacuje się również, że w Niemczech jest 270 tysięcy buddystów, 170 tysięcy świadków Jehowy, 117 tysięcy wyznawców judaizmu, 100 tysięcy hinduistów, 60 tysięcy wyznawców jezydyzmu, 40 tysięcy mormonów, ok. 10 tys. Druzów i 6000 wyznawców bahaizmu.